# 杰克逊·欣克尔
杰克逊·欣克尔（英語：Jackson Hinkle；1999年9月—）是一位美国政治评论员和網絡紅人，他還主持一檔名為《The Dive with Jackson Hinkle》的政治节目。
他在俄罗斯入侵乌克兰中支持入侵乌克兰并夸赞弗拉基米尔·普京，而且在以色列—哈馬斯戰爭中反對以色列。2024年美国总统大选期间表示反对特朗普或哈里斯当选美国总统。欣克尔被描述为极右翼、右翼、极左翼和保守派。并且创建了意识形态“MAGA共产主义”（MAGA communism），他呼吁支持工人阶级的人應該与MAGA运动结盟。欣克尔讀高中時還是一名环保主义者，后来轉而支持化石燃料。当他开展反对全球主義活动时，他越來越支持陰謀論，同时将自己描述为“美国保守马克思列宁主义者”。
根据啤令猫的说法，欣克尔有传播错误信息和虚假信息以及阴谋论的历史。这导致他在许多社交媒体网站被封禁，并引起了一些争议。他在Twitch上的节目因违反虚假信息政策并传播有关乌克兰战争的虚假信息而被删除。至今为止，他的YouTube、Instagram、Facebook、Patreon、WhatsApp、Twitch、Venmo、PayPal、Teezily、Represent都已经被封停。不过X并没有禁止他的账号，通过在2023年以色列—哈馬斯戰爭的评论，他成为X上最热门的用户之一，他的一些内容被描述为战争中虚假信息的一部分，并经常被俄罗斯和伊朗官方媒体引用，并且也经常发布一些难以理解的推文。他曾出现在《塔克·卡尔森今夜秀》、《同一个美国新闻网》上，也曾作为“舆论场上的中美青年”被观察者网邀请。
2024年12月19日，欣克尔的微博和B站动态被清空。随后其的账号被禁止关注。现已恢复至低频率更新。

## 早年
童年的欣克尔经常绘画。2016年作为高中生的欣克尔以环保主义者的身份参与政治活动。《少女時尚》将他视为顶尖的年轻环保主义者；《读者文摘》将他列入励志儿童名单。他在Instagram上与演员威尔·史密斯合影，后者的儿子贾登·史密斯与欣克尔合作限制学校使用塑料瓶。他因担忧废弃的圣奥诺弗雷核电站会发生类似切尔诺贝利和福岛的核灾难，代表当地环保组织出席了核废料安全简报会。然而，后来他指责环保主义是反人类的，并支持使用化石燃料。
2018年他曾支持枪支管制，呼吁“进行普遍背景调查，枪支回购计划，更严格的合法弹匣容量限制，枪支安全课程，实行更长的等待期（28天），私人所有者不能转售枪支，枪支展不能出售枪支，禁止使用撞火枪托和扳机曲柄，要求所有武器都必须有许可证，最低购买年龄提高到21岁，禁止突击步枪，废除全国步枪协会。”日后他表示，Z世代支持枪支。
他参加了2018年圣克莱门特市议会选举和2019年市长选举，支持环保主义和经济适用房，为圣特莱门特设立警察局，用多维度的方法减少犯罪，认为按摩院是人口贩卖的基地，表示支持“在非政府的工作下，让性工作和某些毒品合法化”。在市长选举中获得了31%的选票。
2019年，欣克尔为时任民主党议员和总统候选人图尔西·加巴德庆祝生日，并举办了冲浪活动，交换了关于核废料的意见。2024年，欣克尔也支持加巴德在共和党内阁任职。
2020年美国总统大选，欣克尔拍摄了一张照片表态支持伯尼·桑德斯。再后来就是他转向极端政治的开始：他自称为斯大林-毛泽东主义者，并提到了自己被美国共产党开除党籍。然而，美国共产党否认曾经接纳他为党员。

## 当今政治活动

### 俄罗斯入侵乌克兰
与许多亲俄巨魔相同，杰克逊·欣克尔在爆发全面战争之前的直播中曾表示“俄罗斯不想入侵乌克兰”，当战争爆发之后否认自己表达过此类话。随后他表示战争由弗拉基米尔·泽连斯基发动。他支持俄罗斯吞并整个乌克兰并呼吁北约离开。2023年6月，欣克尔在华盛顿特区举行的“愤怒反对战争机器”集会上发表讲话，参加者包括自由意志党米塞斯核心小组、人民党和极左右翼融合的阴谋论组织拉鲁什运动等。他否认布查大屠杀的真实性并声称当地居民与俄军和谐相处。他还认为广场革命是乔治·索罗斯制造的，但未能提供任何证据，仅用AI画了一幅“撒旦乔治·索罗斯”。
他称泽连斯基政权修改乌克兰圣诞日的行为是“放弃俄罗斯传统的撒旦”。同时，他声称上帝支持俄罗斯。当他使用ChatGPT检索自己时，ChatGPT判断他是一个反俄派，欣克尔旋即指责萨姆·奥特曼是一个“保护乌克兰纳粹的深层政府的傀儡”。当他受到反俄派柬埔寨博主的攻击时，他在Telegram宣称“波尔布特少杀了一个人”。

### 反锡安主义
他在2023年加沙—以色列冲突以及2024年伊朗—以色列衝突中反对以色列而亲巴勒斯坦、伊朗而闻名。他将自己受到各个平台的封杀视为锡安主义对他的迫害，他斥责沙特阿拉伯和约旦是锡安主义的支持者，强调以色列对基督徒的迫害，并论证“俄罗斯是一个穆斯林和基督徒友好相处的国家”，还使用AI制作了一张“哈马斯特朗普”。同时，他坚称自己没有反犹太主义情绪，但却又暗示锡安主义参与了双子塔袭击。2025年3月22日，欣克尔访问也门在胡塞武装大会上发表讲话，并自称已于五个月前居住在莫斯科。
然而他在巴勒斯坦—以色列冲突支持巴勒斯坦的动机受到了质疑，有证据表明欣克尔于2022年表示对内塔尼亚胡的赞赏，“普京与内塔尼亚胡有着非常良好的工作关系。事实上，我更高兴的是，为了多极世界秩序，与以色列之前的联盟相比，内塔尼亚胡现在掌权。习近平也与内塔尼亚胡有着良好的工作关系...”，以及认为巴勒斯坦人导致了美国的觉醒文化。他所支持的加巴德也是一个坚定支持以色列的人。

### 反民主党
尽管有证据指向欣克尔早年曾为民主党人，他因反对民主党以及乔·拜登总统而闻名。包括但不限于反对其LGBTQ政策、亲以色列和亲乌克兰，称呼他为“种族灭绝乔”和“纳粹民主党的人质”。他还宣称“拜登政权杀害的人数多于普京、毛泽东、波尔布特和斯大林的总和”。同时他谴责支持以色列的共和党人。
他长期以来支持特朗普重返白宫并自我定性为“MAGA”派，然而这一点从特朗普选择J·D·万斯为副总统候选人后发生了转变，他谴责万斯意图和中国爆发战争以及支持台湾，不久后他宣布成立其自己的American Communist Party（ACP），同期他宣称和特朗普决裂，称特朗普是以色列的帮凶，他还在Bilibili上表示“我们同样地反对美国共和党、美国自由意志党和美国绿党”

### 反疫苗强制令
他表示：“他们说疫苗将阻止感染和传播，疫苗将减少感染和传播，疫苗将减少新冠肺炎的严重病例……大多数死于新冠病毒的美国人都接种了疫苗。”他认为阿列克谢·纳瓦尔尼死于疫苗。
同样地，质疑疫苗的动机也受到质疑。因为“共产党领导的古巴是地球上疫苗接种率第二高的国家。尽管受到西方制裁的严厉打击，古巴还是在没有疫苗授权、mRNA 技术、载体疫苗或中国/俄罗斯疫苗的情况下实现了这一壮举。古巴的疫苗功效可与Moderna和辉瑞公司相媲美。”，同时他夸赞普京政权宣布发明癌症疫苗。

### 反孟德尔基因论
他表示：“李森科是正确的，孟德尔是错误的。”

### 反LGBTQ+
他努力播报全世界的反LGBTQ+新闻。并且认为“LGBTQ+是资本主义的”，“以色列是LGBTQ+圣地，而巴勒斯坦反对”。他宣称中国禁止LGBTQ+宣传也是失实新闻。

## 与其他网络红人的关联
欣克尔自居“马克思主义者”，并称与其敌对者为“纳粹分子”。除了其反锡安主义倾向与亲MAGA倾向以外，他被指控与更加疯狂的极右翼人士勾结。
欣克尔是安德鲁·泰特的粉丝，泰特是一位知名的厌女主义者、反LGBTQ+和反犹太主义博主，并被控犯有强奸罪，被罗马尼亚警方以强奸、人口贩卖和组织犯罪集团而拘留；欣克尔却为其辩护，称其为“被迫害的说真话的人”。当罗马尼亚上诉法院发现安德鲁·泰特案存在缺陷时，欣克尔将其与历史上同日发生的斯大林格勒保卫战的苏军反攻联系在一起。欣克尔称另类右翼、白人至上主义者、非自愿独身者和希特勒支持者尼克·富恩特斯是普京的好盟友，但谴责其关于黑人的观点。支持希特勒的黑人说唱歌手叶·韦斯特试图将弗洛伊德之死引申到反犹太主义上时，欣克尔称“他爱所有人”。白人至上主义组织“美国阵线”成员詹姆斯·波拉佐赞扬欣克尔成立American Communist Party的决定，呼吁反建制的美国人了解它。欣克尔也支持南非左翼政党经济自由斗士主席朱利叶斯·马莱马，但后者经常发表对白人的种族灭绝言论，被批评为“红色纳粹”
欣克尔与另一位极右翼女士劳拉·鲁默从友好而改持敌对关系，这是因为劳拉支持以色列并有强烈的穆斯林恐惧症，这与欣克尔为自己设定的人设不符。以色列—哈馬斯戰爭爆发后，劳拉称欣克尔粉丝及订阅快速上涨是伊朗政府所为，随后称欣克尔是“俄罗斯雇佣的渗透MAGA的共产主义者”，给其取外号为“哈马斯·欣克尔”，并引用特朗普对以色列的态度攻击他。欣克尔也因坚称马杜罗在委内瑞拉选举中胜出，而和伊隆·马斯克冲突。
欣克尔与自由主义博主德鲁·帕夫洛敌对，并制造虚假图片对其母亲进行荡妇羞辱。

## 政治观点
杰克逊·欣克尔被描述为极右翼、保守派、普京支持者、特朗普支持者、巴沙尔·阿萨德支持者、“伯尼·桑德斯支持者”、“极左翼”，并创立了新的意识形态“MAGA共产主义”（MAGA communism）。杰克逊·欣克尔称支持工人阶级的人应该与MAGA运动结盟。欣克尔讀高中時還是一名环保主义者，后来轉而支持化石燃料，并斥责环保主义为“美德信号”和“绿色法西斯主义”。杰克逊·欣克尔反对全球主義，支持陰謀論，同时将自己描述为“美国保守马克思列宁主义者”、斯大林主义者、毛主义者。在2022年9月的一次采访中，欣克尔提及针对乔治·索罗斯的阴谋论，称“共产主义和马克思主义在历史上一直是保守的。西方的新时代使其坚持自由左翼价值观，这不是真正的马克思主义，这是乔治·索罗斯资助的马克思主义。他们不希望共产主义者、左翼民粹主义者、右翼民粹主义者在共同问题上团结起来对抗深层国家”，被问及其是否真的支持共产主义时，杰克逊·欣克尔称美国可以向苏联和中国学习，马克思列宁主义在历史上一直是保守的，他所描述的现代共产主义的“自由左翼价值观”是“乔治·索罗斯资助的一种变态”。

### MAGA共产主义
2022年底，杰克逊·欣克尔开始倡导“MAGA共产主义”理念，结合文化保守主义和共产主义，试图为美国的古保守主义运动、另类右翼构建属于它们自己的共产主义。并引领其在推特上流行起来。Vice将其描述为“社会保守主义、爱国主义和颠覆能量的漩涡”，并将欣克尔描述为“通过直播煽动的极右娱乐剧本”。该理论认为关心工人生活的人应该和支持特朗普的“让美国再次伟大”结合以煽动民粹主义革命对抗美国深层政府，尽管特朗普对于中国的观点和欣克尔的观点并不一致，他对此没有评论。
由于共产主义和右翼民粹主义之间存在大量冲突，因此需用零碎的观点来描述深受右翼民粹主义影响的“MAGA共产主义”。这包括以下观点的组合：
- 通过将共产主义与左翼思潮中的有毒意识形态脱钩，使共产主义对普通工人阶级具有吸引力，并夺回根植于对人民的深深爱国敬意的革命遗产
- 中国证明了保障私有制是共产主义国家的原则。保障私有制，但取缔垄断者。[76]
- 传统左派和自由派缺乏革命性，而MAGA运动的革命性足以铲除前两者。
- 历史上的共产主义的文化上都是保守的，而文化上的自由左翼的身份政治共产主义者是乔治·索罗斯雇佣的水军，目的是分裂左翼和右翼民粹主义。
- 毛泽东鼓励美国人的爱国情绪[77]
- 流浪者、毒贩和杀人犯应该立即被送进阿拉斯加集中营。
- 美国的再工业化
- 禁止反法西斯主义运动
- 将NAFO宣布为恐怖组织
- 审判奥巴马、布什、克林顿、蓬佩奥、克劳斯·施瓦布、比尔·盖茨、乔治·索罗斯等爱泼斯坦同伙
- 国有化科技企业
- 解散北约
- 禁止性交易
- 所有MAGA都必须成为MAGA共产主义者——只是注重对觉醒文化的反对，会导致哈维尔·米莱这种“亲以、亲乌、反金砖、亲美元、反华”者上台。
- 学者、教师、社会工作者、工程师、经理、护士和Netflix博客作者不属于工人阶级。[78]
- 特朗普应该组织一支“MAGA瓦格纳集团”来解放加拿大。[79][80]然而后来，他又认为特朗普要求获得格陵兰的计划是为了从北极攻击俄罗斯。[81]
- 美国应封杀“性感的”动漫[82]

Renee Nal的文章《尝试理解“MAGA共产主义”》中，认为MAGA共产主义反对美国保守主义的小政府主义倾向和共产主义者的开放边界倾向，并认为这场运动的领袖是亞歷山大·杜金。拒绝MAGA共产主义的美国左翼则称杰克逊·欣克尔是另类右翼人士。左翼政治倾向的演员塞缪尔·林肯·赛德表示欣克尔的言语无法理解。Vice则表示这种缺乏基础的理论与纳粹通过支持左翼而自我宣传的历史相似。其核心受众是缺乏观点但反传统自由主义的人们。

### 政党
在环保主义的高中生时期，欣克尔是一个民主党党员。杰克逊·欣克尔自称被美国共产党（Communist Party USA，下称CPUSA）开除党籍，但美国共产党否认曾经接纳他为党员。杰克逊·欣克尔于2021加入人民党，该政党反对疫情管控，并同时具有左翼民粹和右翼民粹倾向。2024年，杰克逊·欣克尔宣布“取缔腐化的CPUSA”，并成立“美国的共产党”。
ACP声称吞并了CPUSA的26个支部，指责CPUSA的亲民主党“机会主义路线”，然而CPUSA否认任何支部被吞并，并反称ACP是模仿MAGA的“民族布尔什维克的沙文主义左翼”、“线上机会主义者”

## 争议言论
杰克逊·欣克尔因经常发布虚假信息而遭受批评。埃隆·马斯克于2023年10月29日表示，散布谎言而被社区备注标记的X用户不会因该推获得报酬，被怀疑与欣克尔有关，他从推特获得了大量收益。

### 违反常识的言论
- “拜登政权屠杀的人多于普京、波尔布特、斯大林和毛泽东的总和”——2023年4月[87]
- “侠盗飞车6”是一款锡安主义游戏。——2023年12月[88]
- “我玩过使命召唤，因此我是有军事知识的。”[89]
- “希特勒是一个犹太复国主义者，(令人厌恶的)素食主义者，同性恋者，受华尔街、杜勒斯兄弟、伦敦金融城和布什家族资助，反苏联的精神病患者，失败者。”[90]
- “摩萨德谋杀了伊朗总统莱西”——2024年5月20日[91]
- “纳粹是跨性别的”[92][93]
- “西方国家的法官对于月经期间犯下谋杀、纵火罪的女性，均判处无罪或从轻处罚。”[94]
- “新苏联男人肌肉发达、无私、敬畏上帝、博学多识，热衷于传播共产主义。 ”[95]
- “黑人应该为奴隶贸易负责”[96]
  - 同时也支持对南非白人种族攻击的朱利叶斯·马莱马

### 使用错误图片/视频的消息
“使用错误的配图不重要”——欣克尔对于自己经常被指责发布虚假信息的回应。
- “伊朗军队扣押了一艘与以色列有关的货船，船上有 25 名船员，并将其驶向伊朗。”——2024年4月14日，使用了2023年4月27日伊朗海军在阿曼湾捕获了中国拥有、土耳其管理的油轮的配图[98]
- “一旦我们击败西非经共体，我们将在乌克兰协助俄罗斯——尼日尔武装分子”——2023年8月15日，使用了一张极其明显的P图。[99]
- “我刚刚抵达委内瑞拉加拉加斯参加本周的总统选举”——2024年7月27日，使用了一张将自己P入图片的伪造图。[100]

### 其他
- “（关于2024年袭击乌克兰儿童医院事件）在乌克兰医院现场发现乌克兰防空弹片。进一步证明乌克兰轰炸自己的医院，而不是俄罗斯。”——其中左图为2022年7月23日左右拍摄的S300导弹碎片，右图为亲乌克兰的媒体“基辅24”提供，且图中弹药曾出现在2024年4月30日的敖德萨袭击中。[101]
- “乔治·弗洛伊德服用了过量芬太尼”[96]
- （同上）“基辅政权在废墟上PS了儿童玩具”——没有，同样的儿童玩具出现在了其他照片中。[102]
- “仇恨我的人要么长得很丑，要么使用动漫作为头像”[103]
- “热爱二次元文化的人是恋童癖。”[104]
- “现代的女性不会像老一辈女人一样做饭，会像老一辈男人一样喝酒，这是个社会问题”[105]
- “中国弘扬男子气概以对抗全球主义”[106]
- “我做任何事都是为了影响力。你永远不会看到我做任何不是为了影响力的事情。这是我唯一的行事方式。”在同一视频中，欣克尔还自认为是一个非自願單身者[107]
- “尼克·富恩特施不符合而我符合的三件事：我是 100% 白人，我从来没有和伪娘一起外出就餐，我从来没有加入跨性别群聊[108]
- “你被宣判为死刑，但是这位女法官正处于月经期。你能接受吗？”[109]
- “顺性别异性恋白人男性受到最大的压迫”[110]
- “每个男性 Twitch 主播的睾丸激素水平都很低，有色情瘾，并且鼓励他们的女人出轨”[111]
- “中国汽车代表着未来”[112]——视频内的汽车品牌“高合汽车”因资金链断裂已于2024年8月进入破产重整阶段。

## 个人生活
2023年10月，他与2022年俄罗斯小姐安娜·林尼科娃恋爱并订婚，但于2023年12月分手，女方已返回俄罗斯，并称杰克逊·欣克尔是一个幼稚的自恋狂和控制欲极强的人。2024年9月16日，欣克尔生日当天公开了和新女友的背影合照。

## 家庭
欣克尔的父亲名为丹尼尔·欣克尔，曾在Youtube上发布了一些欣克尔的童年记录。但他对于儿子的作风并不满意。2020年欣克尔发布推文：“我小时候父母对我说的谎言：圣诞老人是真实存在的、牙仙子会把钱放在你的枕头下、美国军队正在为保卫我们的国家而战。”他的父亲回复道：“我是圣诞老人，你收到礼物时从不抱怨；是的，我们真是混蛋，偷偷把钱藏在你的枕头下。你妈妈或我也从来没有讲过军队是为了保卫我们的国家而战，这是你的弥天大谎。”他的父亲不喜欢特朗普。

## 另请参阅
Vaush - 伊恩·科钦斯基，另一个奇怪的“大西洋共产主义”者，表态支持拜登、北约和欧盟。欣克尔的仇敌。
哈兹·阿丁 - 欣克尔的搭档。真正负责将古保守主义和共产主义结合的“罗恩·保罗共产主义者”